# Duke Nukem Forever
Duke Nukem Forever (kurz DNF) ist ein am 10. Juni 2011 veröffentlichtes Computerspiel. Der Ego-Shooter ist der Nachfolger von Duke Nukem 3D. Mit seiner langen Entwicklungszeit von 14 Jahren und immer wieder verschobenen Veröffentlichungsterminen war es lange eines der bekanntesten Vaporware-Produkte. Das Projekt wurde zwischenzeitlich eingestellt, jedoch übernahm Gearbox Software 2009 die Entwicklung von 3D Realms und gab im Mai 2011 bekannt, dass die Entwicklung von Duke Nukem Forever abgeschlossen wurde.

## Handlung
Das Spiel beginnt damit, dass die Hauptfigur Duke Nukem in ein Pissoir uriniert. Die Toilette stellt sich als Teil einer Kabine in einem Footballstadion heraus. Der Duke geht in einen Raum mit einigen Soldaten und einer Tafel, an die er nach einer Operationsbesprechung seinen Teil zum Plan beitragen kann, indem er an die Tafel malt. Auf die Handlung in diesem Raum tritt man in die Arena des Stadions ein und sieht sich einem 10 Meter hohen Zyklopen gegenüber, den man bereits in Duke Nukem 3D besiegen musste. Nachdem dieser mit dem ebenfalls aus Duke Nukem 3D bekannten Devastator getötet wurde, kann man ein Field Goal mit dessen Auge erzielen.
Nach Abschluss des Levels stellt sich heraus, dass alles nur ein Spiel im Spiel war und der Duke auf seinem Sofa lag und von den Holsom Twins verwöhnt wird. Diese Szene wird in der Egoperspektive angedeutet. Nach der Szene fährt man mit den Zwillingen in der Duke-Egoperspektive mit dem Aufzug in eine Talkshow, in die man eingeladen ist. Diese wird aber abgebrochen und stattdessen erfährt man, dass die Aliens wieder auf der Erde sind und ein Dukeburger-Restaurant überfallen haben. Auf dem Rückweg zum Appartement verprügelt er einen Schauspieler, der sich mit einem Mitarbeiter streitet. Zurück im Appartement betritt er die Duke-Höhle und beginnt ein Gespräch mit dem Verteidigungsminister, der dem Duke erklärt, dass der US-Präsident mit den Aliens Frieden schließen will und er sich aus der Angelegenheit heraushalten solle. Jedoch kennt der Duke die Aliens zu gut und vermutet, dass sie die Menschen auslöschen wollen.
Kurz darauf wird der Duke von den Aliens angegriffen. Er zerstört mit dem Geschütz auf seinem Dach einen Teil des Mutterschiffs der Aliens. Dieses wird jedoch nach einer Weile vernichtet, und der Duke fährt mit seinem Aufzug zurück in sein Appartement.
Vier Stunden später erwacht der Duke und klettert durch den Lüftungsschacht durch den Gebäudekomplex, wo er Zeuge von, unter anderem weiteren Übergriffen der Aliens wird. Schließlich gelangt er auf dem Dach eines abstürzenden Aufzugs, den er nur mit Mühe stoppen kann. Kaum aus den Aufzug ausgestiegen, wird der Duke durch eine Alien-Falle auf Spielzeug-Größe geschrumpft. Um also effektiv durch den Gebäudekomplex zu gelangen, muss der Duke in einem Spielzeugauto fahren, welches ihm ein junger Fan zur Verfügung gestellt hat. Am Ende der Fahrt ist der Duke mit den Holsom Twins wieder vereint und kann sich mithilfe eines Partikel-Expanders wieder auf normale Größe bringen. Allerdings kann er bei dem darauffolgenden Feuergefecht nicht verhindern, dass die Zwillinge durch die Aliens entführt werden. Der Duke kämpft sich in seiner normalen Größe deutlich wehrhafter durch den restlichen Gebäudekomplex, bis er auf General Graves trifft. Er erklärt dem Duke, dass die Aliens den Hoover-Damm erobert haben und mit der dadurch gewonnenen Energie ein Wurmloch erschaffen wollen, womit sie eine praktisch endlose Anzahl an Truppen auf die Erde loslassen könnten. Zunächst sei jedoch wichtiger, dass die Aliens die menschlichen Frauen entführen. Wie der General berichtet, werden sie zum „Duke-Dom“ gebracht (wohl als persönliche Rache an Duke Nukem), weshalb er den Duke als Erstes zu besagtem Duke-Dom entsendet.

## Entwicklung
Duke Nukem Forever wurde offiziell das erste Mal am 27. April 1997 auf der E3 angekündigt. Die eigentliche Entwicklung begann Ende 1997, nachdem bereits Prototypen auf Basis veralteter Technik angefertigt worden waren.
Bereits ein Jahr später wechselte das Entwicklungsteam von der Quake-2-Engine zur ersten Generation der Unreal Engine, wodurch es nötig wurde, einen sehr großen Teil des bisherigen Spiels zu überarbeiten.
Im Jahr 2000 wurde die dem Spiel zugrunde liegende Engine erneut gewechselt. Allerdings blieb man diesmal der bisher verwendeten Technologie treu und aktualisierte die Unreal-Engine auf den Entwicklungszweig 1.5.
2002 wird im Allgemeinen als Neustart des Projekts betrachtet. Nachdem erneut auf eine aktuelle Variante der Unreal-Engine umgestiegen wurde (2.0), stellte 3D Realms mehrere neue Programmierer ein und schrieb große Teile der Unreal-Engine um, insbesondere den Part der Engine, der für die Darstellung der 3D-Grafik verantwortlich war. Das fertige Produkt, welches das erste Mal als komplett betrachtet werden konnte, unterstützte viele moderne Grafikeffekte wie Shader, Normal Mapping und High Dynamic Range Rendering. George Broussard (Lead Designer des Projekts bei 3D Realms) betonte in Interviews mehrmals, dass nur wenige Teile noch denen der Unreal-Engine entsprächen, nämlich UnrealScript, der Netzwerk-Code und der Leveleditor. Alles andere – bis auf die Physikengine Meqon – sei von Grund auf vom 3D-Realms-Team geschrieben worden.
2003 gab Broussard bekannt, dass das Spiel lediglich englisch mit mehrsprachigen Untertiteln bereitgestellt werden sollte. Eine missglückte Synchronisation wollte man so vermeiden. Letztendlich erschien das Spiel aber auch synchronisiert.
Am 19. Dezember 2007 wurde ein neuer Teaser-Trailer veröffentlicht, der Teile der aktuell verwendeten Engine zeigte. Am 5. Juni 2008 präsentierte Jace Hall, der Gründer von Monolith Productions, in der Auftaktfolge seiner Online-Show ein Interview mit Scott Miller und George Broussard von 3D Realms. Anreihend an dieses wurden auch einige In-Game-Szenen aus Duke Nukem Forever präsentiert.

### Vorübergehende Einstellung der Entwicklung und Wiederaufnahme
Am 6. Mai 2009 wurde bekannt, dass der Hersteller 3D Realms den Betrieb eingestellt und seine Mitarbeiter entlassen hat. Am 18. Mai 2009 wurde jedoch bekanntgegeben, dass das Unternehmen 3D Realms weiter existiert, allerdings als sehr viel kleinere Firma, da viele Mitarbeiter entlassen wurden. Eine Weiterentwicklung von Duke Nukem Forever schien daher noch möglich. Die Veröffentlichungsrechte liegen bei Take 2, 3D Realms besitzt die Rechte an der Marke. In der Erstausgabe des US-Magazines Gamesauce widerspricht 3D-Realms-CEO Scott Miller im Dezember 2009 Andeutungen, die Entwicklung von Duke Nukem Forever sei „eingestellt“ worden. Die Entlassung des eigenen Entwicklungsteams habe, so Miller, nicht zwingend ein Verschwinden des Projektes zur Folge.
Am 5. April 2010 erschien ein neuer Trailer, welcher alte und neue Szenen enthält.
Am 3. September 2010 gab Gearbox auf der Penny Arcade Expo bekannt, dass Duke Nukem Forever im Laufe des Jahres 2011 für PC, Xbox 360 und PlayStation 3 erscheinen wird. Auf der Computerspiele-Convention PAX 2010 gab es im selben Monat bereits eine spielbare Demo.
Im Januar 2011 wurde ein offizieller Trailer mit Spielszenen veröffentlicht, der als Veröffentlichungsdatum den 3. Mai 2011 verkündet. Im März 2011 wurde der Veröffentlichungstermin auf Juni 2011 verschoben. Im Mai 2011 wurde bekanntgegeben, dass das Spiel den Gold-Status erreicht habe, also völlig fertiggestellt und verkaufsfertig sei. Am 3. Juni 2011 wurde eine spielbare Demoversion für einen ausgewählten Anwenderkreis veröffentlicht, bevor das Spiel Mitte des Monats tatsächlich erschien. Im August 2011 folgte eine Version für Mac OS X.
Der US-amerikanische Radiomoderator und Synchronsprecher Jon St. John leiht Duke Nukem wie schon im Vorgänger Duke Nukem 3D wieder seine Stimme.

### Lange Entwicklungsdauer
Aufgrund dieser ungewöhnlich langen Entwicklungsdauer wurde dem Spiel gleich dreimal in den Jahren 2000, 2001 und 2002 die Vaporware-Auszeichnung des Wired-Magazins verliehen, um schließlich 2003 sogar einen Ehrenpreis namens Vaporware Lifetime Achievement Award (dt.: Preis für das Lebenswerk) zu erhalten. George Broussard nahm den Preis mit den Worten „Wir sind zweifellos spät dran und wir wissen es“ entgegen.
Eigentlich sollte DNF nach Überreichung des Ehrenpreises von der Wertung zukünftig ausgeschlossen werden, nach Leserprotesten wurde diese Entscheidung jedoch fallen gelassen. Dadurch belegte Duke Nukem Forever auch 2005, 2006, 2007 und 2008 Platz 1 der Liste. 2009 wurde das Spiel aufgrund der Unklarheiten um die Entlassung der 3D-Realms-Mitarbeiter aus der Liste entfernt, findet aber dennoch in der Einleitung eine entsprechende Erwähnung. Im Jahr darauf (2010) wurde der Duke an Platz 11 der Top 10 als „King of Vaporware, The Sultan of Suck, the Chief Executive Officer of Fail“ (engl.: „König der Vaporware, der Sultan des Versagens, der Geschäftsführer des Scheiterns“) bezeichnet.
Auf die Frage nach einem festen Veröffentlichungsdatum gaben die Entwickler von 3D Realms gern die Antwort “When it’s done!” (dt.: „Wenn es fertig ist!“). Sie bezogen sich damit auf die englische Redewendung “It’s done, when it’s done” (dt.: „Es ist fertig, wenn es fertig ist“).
3D Realms prägte diesen Ausdruck so sehr, dass er mittlerweile auch von Spielern und Fans der Computerspiel-Serie als Running Gag verstanden wird. Teilweise wurde Duke Nukem Forever daher auch Duke Nukem Fornever oder Duke Nukem Whenever genannt.

### Leak des Builds von 2001
Am 8. Mai 2022 wurde auf 4chan ein teils spielbarer Build von Duke Nukem Forever aus dem Jahr 2001, der unter anderem Inhalte aus dem E3-2001-Trailer beinhaltet, geleakt. George Broussard bestätigte einen Tag später auf Twitter die Echtheit des Leaks, gab jedoch an, nicht zu wissen, wer für den Leak verantwortlich ist.

## Achievements
Am 13. Mai 2011 wurden weitere Details zu Duke Nukem Forever bekannt. So warten in der Retail-Version 50 Achievements (engl. etwa für Errungenschaften/Erfolge) für die Xbox 360 als Belohnung auf die Spieler. Ein Teil dieser Achievements wird für Nebenaufgaben vergeben, wie zum Beispiel das Spielen an einem Flipper oder aber für das Trinken von Bier in der Einzelspielerkampagne. Mehrspieler-Achievements sind nicht vorhanden. In der PlayStation-3- und der Steam-Version der PC-Fassung warten auf die Spieler insgesamt 51 bzw. 62 Trophäen, die ebenfalls alle in der Einzelspielerkampagne errungen werden können.
Mit der Erweiterung The Doctor Who Cloned Me wurden weitere 12 Achievements hinzugefügt.

## Rezeption
In Europa erhielt Duke Nukem Forever trotz mehrjähriger Euphorie durchwachsene Wertungen. Es musste viel Kritik wegen der veralteten Technik einstecken. Insgesamt sei die Grafik nicht mehr zeitgemäß. Auch die langen Ladezeiten auf PlayStation 3 und Xbox 360 wurden bemängelt. Weitere Kritikpunkte sind Leistungseinbrüche im Mehrspielermodus und die schwache KI. Auch der Humor sagte nicht allen Kritikern zu. Gelobt wurden das abwechslungsreiche Gameplay, die interaktive Spielwelt und die überdurchschnittlich lange Spieldauer. Außerdem habe das Spiel einen gewissen Nostalgie-Bonus. Einzige Ausnahme im Bewertungsschema lieferte das Online-Portal TVGC, das den soziokulturellen Aspekt in Duke Nukem Forever berücksichtigte und dafür die Höchstwertung außer Konkurrenz vergab.
Im August 2011 verkündete Take 2, dass Duke Nukem Forever trotz durchwachsener Kritiken ein profitabler Titel für den Publisher wurde, auch wenn die Verkaufszahlen hinter den Erwartungen zurückgeblieben sind.

### Sexismus-Kontroverse
Der US-amerikanische konservative Sender Fox News berichtete rund zweieinhalb Monate vor Veröffentlichung des Spiels negativ über Duke Nukem Forever und kritisierte den Ego-Shooter als sexistisch. Gründe seien der Mehrspielermodus Capture the Babe (Variante von Capture the Flag), in dem man Frauen auf den Hintern schlagen kann, und die (angedeutete) Darstellung von Oralsex durch Zwillinge in Schuluniform. Jamia Wilson, Vizepräsidentin des Women’s Media Center, verurteilte diese Darstellung von Frauen als extrem schädlich, besonders für junge Frauen. In Australien wurde das Spiel ungeschnitten ab 15 Jahren freigegeben.

## Deutsche Fassung
Die deutsche Version von Duke Nukem Forever erhielt ohne Änderungen gegenüber der Originalfassung von der USK eine Altersfreigabe ab 18 Jahren und erlaubt das Umschalten zwischen deutscher und englischer Sprachausgabe. Deutscher Synchronsprecher des Duke ist Manfred Lehmann, der als Synchronsprecher von Bruce Willis bekannt ist.

## Sonderausgaben
Bereits vor der Veröffentlichung konnte die Balls of Steel Edition, eine limitierte Ausgabe des Spiels mit Extras, vorbestellt werden. Sie umfasst eine rund 12 cm hohe Büste des Duke, ein 100-seitiges Hardcover-Buch History, Legacy & Legend: Duke Nukem Forever Art from the Vault, einige Postkarten, einen Sticker, ein Comic-Heft, einen Bastelbogen, Pokerchips, einen Satz Spielkarten, zwei Würfel und ein nummeriertes Echtheitszertifikat in einer Box aus Karton. Eine weitere Ausgabe, die sogenannte King Edition, kann exklusiv über EB Games in Australien und Neuseeland vorbestellt werden. Sie enthält einen Bonus-DLC (Ego Boost), Spielkarten und Kaugummi. Das sogenannte Duke’s Fully Loaded Package wiederum enthält eine limitierte Ausgabe einer Geforce-GTX-560-Grafikkarte, ein Mauspad, eine Gürtelschnalle und das Hardcover-Buch aus der Balls of Steel Edition. Das ähnlich betitelte Duke's Big Package von GameStop bietet Spielern die DLCs Big Heads und Ego Boost sowie zusätzliche In-Game-T-Shirts für den Hauptcharakter.

## Erweiterungen
Für das Spiel wurden zwei herunterladbare Erweiterungen (DLC) veröffentlicht. Die erste Erweiterung, das Hail to the Icons Parody Pack, ist für Mitglieder des First Access Club kostenlos verfügbar. Das DLC erweitert den Mehrspielermodus um vier neue Karten sowie drei neue Spielmodi.
Die zweite Erweiterung, The Doctor Who Cloned Me, bietet eine neue Einzelspieler-Kampagne. In dieser tritt der alte, tot geglaubte Feind Dr. Proton in Erscheinung. Er kidnappt Duke Nukem und entführt ihn zur Area 51. Außerdem enthält die Erweiterung vier neue Mehrspieler-Karten.

## Auszeichnungen
- 2000 Wired Vaporware Award[46]
- 2001 Wired Vaporware Award[19]
- 2002 Wired Vaporware Award[20]
- 2003 Wired Vaporware Lifetime Achievement Award[47]
- 2005 Wired Vaporware Award[48]
- 2006 Wired Vaporware Award[49]
- 2007 Wired Vaporware Award[50]
- 2008 Wired Vaporware Award[51]
- 2010 Wired Vaporware Award (Platz 11 [sic!] von 10)[26]

## Fortsetzung
Eine Fortsetzung der Duke-Nukem-Serie wurde vom derzeitigen Eigner der Marke, Gearbox Software, nicht offiziell verkündet. Jedoch hat Studio-Chef Randy Pitchford erwähnt, dass sein Studio die Duke-Nukem-Lizenz 2010 nicht nur wegen Duke Nukem Forever erworben habe. Außerdem, so Pitchford, wäre es sein „eigentliches Ziel, wieder ein Duke-Nukem-Spiel zu erschaffen“. Weiterhin enthüllten Gerichtsdokumente aus einem Rechtsstreit zwischen Entwickler 3D Realms und Hersteller Take 2 um die steten Verschiebungen von Duke Nukem Forever, dass Gearbox Software von Take 2 im Jahr 2007 den Auftrag zur Entwicklung eines Serienablegers mit dem Projekttitel Duke Begins erhielt. Dieser wurde jedoch später eingestellt.